# Thunnus thynnus

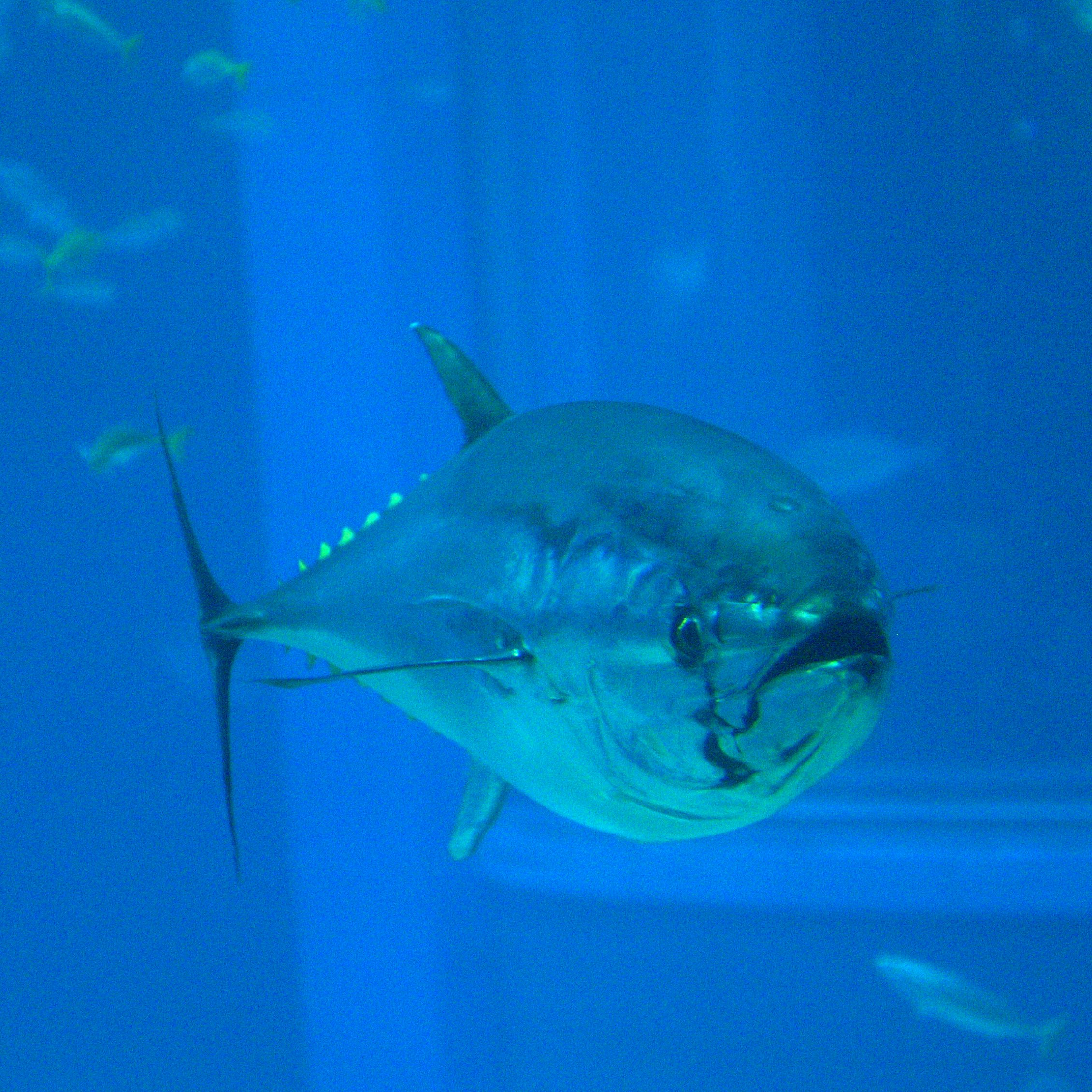
Ejemplar de atún rojo en un acuario de Osaka.

El atún rojo (Thunnus thynnus), también conocido como atún común o atún de aleta azul, es una especie de pez actinopterigio perciforme de la familia de los escómbridos. Surcan todos los océanos y mares del planeta, excepto las aguas polares. Puede alcanzar 3,65 metros de largo y 680 kilos de peso, y vivir hasta 30 años. Su diseño hidrodinámico le permite nadar a 70 kilómetros por hora y sumergirse a casi 1000 metros de profundidad. A diferencia de la mayoría de los otros peces, tiene un sistema circulatorio de sangre caliente que le dota de una gran capacidad de adaptación y le permite extenderse desde el Ártico hasta los trópicos.
Su consumo está muy extendido. En consecuencia, la sobrepesca amenaza la supervivencia del atún rojo, cuya población ha disminuido en grandes proporciones en todo el planeta, por lo que organismos como la Comisión Internacional para la Conservación del Atún Atlántico (ICCAT en inglés o CICAA en español), la Unión Europea y diversos países están poniendo en marcha cuotas y reglamentación de la pesca para su conservación. Ya no se pesca en las aguas del mar Negro y del mar Caspio.

## Características
El atún rojo atlántico es capaz de superar los 400 kilogramos en peso y alcanzar hasta 679, y rivalizar con el marlín negro y el marlín azul del Atlántico. A lo largo de la historia el atún rojo ha sido muy apreciado como alimento para los humanos. El valor en el mercado ya era alto desde los tiempos de la Grecia Antigua y se sabe que ya los fenicios comerciaban con su carne. Más allá de su valor comercial como alimento, su gran tamaño, velocidad y fuerza que despliega como depredador ha atraído la admiración desde antiguo de pescadores, al igual que escritores, deportistas, banqueros y científicos.
El atún rojo es además la base de una de las pesquerías más lucrativas del mundo. Los ejemplares de medio y de gran tamaño están muy perseguidos por el mercado japonés, donde se consumen como sushi y sashimi. Esta importancia comercial está llevando a la especie a la sobrepesca. La Comisión Internacional para la Conservación del Atún Atlántico (ICCAT) afirmó en octubre de 2009 que el stock de atún rojo ha descendido dramáticamente, hasta el 72 % en la costa atlántica oriental y un 82 % en la costa occidental. El 16 de octubre de 2009 en Mónaco se declara al atún rojo en peligro de extinción. En 2010 los ministros europeos, en especial el ministro francés de ecología defendieron que se ponga un límite internacional a las capturas. La UE, quien es la responsable de la mayor sobrepesca de atún, luego se abstuvo de votar para proteger la especie del comercio internacional. Desde el año 2006 existe un plan de recuperación del atún rojo en el Mediterráneo Oriental, y este plan ha sufrido alteraciones en 2008 y ya está dando frutos.
El atún rojo es capturado para el mercado comercial por pescadores profesionales usando técnicas de cerco, pesca con palangre y arpón. Desde 1930 el atún rojo ha sido el premio más importante de todas las especies que pueden capturar un pescador deportivo, particularmente en Estados Unidos, pero también en Canadá, España, Francia e Italia. En España está prohibida su pesca deportiva, solo captura y suelta con unos permisos especiales.

## Morfología
Puede llegar a medir más de 3 metros, llegando a alcanzar hasta los 700 kilos. El espécimen de mayor tamaño capturado pesaba 678,6 kg (1496 libras). Fue pescado en Aulds Cove, Nueva Escocia (Canadá) el 26-10-1979 por Ken Fraser.
Algo muy raro entre los peces, es que está a gusto en las aguas frías de las costas de Terranova y de Islandia debido a que puede aumentar su temperatura corporal, pero debido a sus migraciones también se pueden encontrar en las aguas cálidas y tropicales del golfo de México y el mar Mediterráneo, donde todos los años desova.

## Hábitat y migraciones
Ecosistemas pelágicos del océano Atlántico y mares adyacentes, particularmente el mar Mediterráneo.

## Importancia económica y controversia
Es un pescado codiciado debido a los precios que puede alcanzar en el mercado. En Japón, país en donde el consumo de atún per cápita es el mayor del mundo, se han llegado a pagar 2,7 millones de euros por un solo ejemplar. Actualmente algunas empresas los capturan vivos para después engordarlos en jaulas en alta mar. Los músculos que impulsan sus migraciones se han convertido en una delicia gastronómica y una fuente de riqueza para los pescadores. Como consecuencia, la demanda por los atunes de aleta azul, por ejemplo, es tan grande que su precio ha adquirido niveles exorbitantes en las últimas décadas.
Datos recientes por parte de la ICCAT afirman que las existencias de atún rojo se encuentran actualmente en un 57 % de la población original, en crecimiento desde que se comenzara el programa de regulación de capturas. Basándose en estudios anteriores, grupos ecologistas afirman que el stock ha sufrido una reducción de hasta el 80 %.
En el 2024, la primera subasta de atún rojo en el año alcanzó 787 000 dólares en la lonja de Toyosu, en Tokio. Cuatro veces más su precio desde los registros de 1999 y la primera vez en cuatro años que se supera la barrera de los 100 millones de yenes (690 000 dólares).

## Posturas enfrentadas
La CICAA (Comisión Internacional para la Conservación del Atún Atlántico) se debe situar en primer lugar porque es la más importante, ya que vela por los intereses de estas especies en peligro realizando acciones para terminar con esta situación tan drástica. Por lo tanto es una de las instituciones que se enfrenta a quienes sobreexplotan esta especie.
Mediante las estadísticas pesqueras de las Partes contratantes y Partes, de los países o Entidades pesqueras no contratantes que pescan estas especies en el océano Atlántico, la CICAA recopila y coordina la investigación, incluyendo evaluaciones de stock, en nombre de sus miembros, desarrolla asesoramiento en materia de ordenación pesquera basado en datos científicos, proporciona un mecanismo para que las partes contratantes acuerden medidas de ordenación y edita publicaciones pertinentes. Es importante reseñar que su actividad no solo se centra en el atún sino que actúa en favor de otras muchas especies. Gran parte de la información que nos aporta la CICAA son datos científicos, informes de reuniones científicas y artículos científicos. Es la única organización pesquera que puede asumir el trabajo requerido para el estudio y ordenación de los túnidos y especies marinas afines en el Atlántico. Dichos estudios incluyen la investigación en muchos aspectos, centrándose principalmente en los efectos de la pesca sobre la abundancia de los depósitos. Por otro lado, tenemos el SCRC (Comité Permanente de Investigación y Estadísticas). Es el responsable de desarrollar y recomendar a la Comisión políticas y procedimientos para la recopilación, compilación, análisis y difusión de estadísticas pesqueras. Debe asegurarse de que la Comisión dispone en todo momento de las estadísticas más completas y actuales sobre las actividades pesqueras que se desarrollan en la zona del Convenio, así como de información biológica sobre los stocks pescados.
A pesar de las medidas para la ordenación adoptadas por parte de CICAA para la conservación de los túnidos, el stock de esta especie continúa disminuyendo. Desde CICAA se apunta a que en el año 2007 se pudieron capturar en torno a las 60 000 toneladas de atún en el Mediterráneo, de las cuales más de la mitad serían ilegales, ya que la Captura Total Permitida (TAC) para ese año era de 29 500 toneladas. Un año antes, en 2006, las capturas totales fueron aproximadamente de 50 000 toneladas, de las cuales 20 000 eran ilegales y unas 30 000 correspondían al TAC autorizado. En 2010 le ha correspondido a España un TAC de 2526 t, un 40 % menos de lo permitido en 2009. Entre otras causas está la pesca de Gibraltar, considerada al margen de la legalidad al no pertenecer a la CICAA.
A este tipo de organismos se suman organizaciones como Greenpace, WWF que, junto con pescadores y otros sectores implicados desde hace años, solicitan la creación de un Santuario de atún rojo en aguas de Baleares por ejemplo, lugar donde se prohibirá la captura de este animal. Este tipo de asociaciones exigen el cierre al completo de la pesca industrial en el Mediterráneo. Quizás en referencia al debate que se genera por el problema del atún, en muchas ocasiones, las reivindicaciones de este tipo de grupos se convierten en la única voz proyectada en los medios de comunicación. En suma, encontramos los blogs sobre medioambiente que en algunos casos relatan las terribles consecuencias de las acciones y los problemas que motivan las empresas y los países que pasan por alto cualquier política gestora en materia de pesca.
En contraposición a todas estas medidas, se encuentran países como Japón o las empresas que pretenden fomentar y desarrollar la acuicultura del atún rojo. Pero son muchos los inconvenientes que esto genera, dando lugar a los ecosistemas artificiales. Por ejemplo, la alimentación de estos peces es muy exigente. Son de una categoría muy alta en la cadena trófica y se alimentan de otros peces. Además, su alto metabolismo hace que tengan demandas energéticas muy altas. Asimismo, los desechos que se acumulan en el fondo pueden generar un alto impacto ecológico. Por ello, es importante saber que la aparición de grandes empresas dedicadas a la acuicultura de atún perjudicaría a las flotas artesanales del atún. En referencia a Japón, este país consume el 80 % del atún rojo y fue pionero en la acuicultura de esta especie.

## Subespecies
- Thunnus thynnus thynnus